# Els xicotets assassinats d'Agatha Christie
Els xicotets assassinats d'Agatha Christie o Els petits assassinats d'Agatha Christie (originalment en francès, Les Petits Meurtres d'Agatha Christie) és una sèrie de televisió francesa creada per Anne Giafferi i Murielle Magellan, inspirada en les novel·les d'Agatha Christie, i emesa des del 9 de gener de 2009 a France 2. El 2021 va estrenar-se la versió doblada al valencià a À Punt amb el títol d'Els xicotets assassinats d'Agatha Christie. També s'ha doblat al català central per a TV3, que va començar a emetre-la l'1 de setembre de 2023 amb el títol d'Els petits assassinats d'Agatha Christie.
La sèrie es divideix en tres èpoques diferenciades:
- del 2009 al 2012, la sèrie compta amb el comissari Jean Larosière (Antoine Duléry) i el seu inspector adjunt Émile Lampion (Marius Colucci) a la dècada del 1930 al Nord-Pas de Calais;[5]
- del 2013 al 2020, va posar en escena la periodista Alice Avril (Blandine Bellavoir), el comissari Swan Laurence (Samuel Labarthe) i la seva secretària Marlène Leroy (Élodie Frenck) a finals de la dècada del 1950 i a principis de la dècada del 1960;[6]
- des del 2021, l'acció es trasllada a la dècada del 1970, amb la comissària Annie Gréco (Émilie Gavois-Kahn), l'inspector Max Berretta (Arthur Dupont) i la psicòloga Rose Bellecour (Chloé Chaudoye).[7]

## Llista d'episodis

### Primera temporada
| Núm. total | Núm. de la temporada | Títol                                                   | Data d'emissió original | Data d'emissió al País Valencià (À Punt) | Data d'emissió a Catalunya (TV3) |
| --- | -------------------- | ------------------------------------------------------- | ----------------------- | ---------------------------------------- | -------------------------------- |
| 1 | 1                    | «Les meurtres ABC»                                      | 9 gener 2009            | -                                        | -                                |
| 2 | 2                    | «Am stram gram»                                         | 16 gener 2009           | -                                        | -                                |
| 3 | 3                    | «La plume empoisonnée»                                  | 11 setembre 2009        | -                                        | -                                |
| 4 | 4                    | «La maison du péril»                                    | 6 novembre 2009         | -                                        | -                                |
| 5 | 5                    | «El gat i els ratolins» «Le Chat et les Souris»         | 8 setembre 2010         | -                                        | 23 juliol 2024                   |
| Al bosc de Saint-Firmin ha aparegut semienterrat el cadàver d'una dona jove amb el rostre desfigurat. El comissari Larosière i el seu ajudant, l'inspector Lampion, s'encarreguen de la investigació de l'assassinat. Prop d'allà hi ha l'exclusiu internat per a senyoretes Sainte-Geneviève, que la directora, Armande Vaucher, controla amb mà de ferro. Però, tot i les estrictes normes de comportament establertes a l'internat, allà dins també hi ha conflictes entre les internes. Hi ha certa preocupació per la notícia de l'assassinat al bosc, però l'assumpte encara es complicarà més quan trobin morta als vestidors la professora de gimnàstica. I potser aquest no serà l'únic assassinat que hi haurà a Sainte-Geneviève... |                      |                                                         |                         |                                          |                                  |
| 6 | 6                    | «No soc culpable» «Je ne suis pas coupable»             | 15 setembre 2010        | -                                        | 22 juliol 2024                   |
| Louis Servais demana ajuda a un amic de la infància, l'inspector Lampion. Ha arribat una carta anònima al castell de l'Élisabeth Laroche-Viseul, la mestressa d'en Louis, en què s'anuncia la comissió d'un crim. La senyora, que té una relació molt distant amb la seva filla, la Claire, sembla que vulgui deixar una part de la seva fortuna a la Clémence, la filla del guarda de la finca. El comissari Larosière i en Lampion, disfressat de dona, es fan passar per un matrimoni convidat al castell per anar-hi a investigar. Tot i la disfressa, en Lampion no podrà impedir que es cometi el crim anunciat, i haurà de començar una investigació per aclarir els fets sense que ningú descobreixi que és un home i, a més, policia. |                      |                                                         |                         |                                          |                                  |
| 7 | 7                    | «Cinc porquets» «Cinq petits cochons»                   | 8 abril 2011            | -                                        | 10 maig 2024                     |
| L'inspector Lampion, cansat del mal tracte que rep per part del comissari Larosière, accepta l'oferta de treballar per a un detectiu privat. Un dia una jove li encarrega d'investigar la mort del seu pare, un cas de quinze anys enrere. La mare de la noia va ser declarada culpable i és a la presó. Al judici es va declarar innocent, però no es va voler defensar. La presència a la casa familiar de l'amant del pare, un pintor egocèntric i faldiller, provoca tensions al seu entorn, unes tensions que porten a la mort per enverinament del pintor. El robatori de l'expedient del cas per part de Lampion fa que Larosière interfereixi en la investigació i que els dos policies acabin treballant junts a contracor.           |                      |                                                         |                         |                                          |                                  |
| 8 | 8                    | «Plenamars de la vida» «Le Flux et le Reflux»           | 15 abril 2011           | -                                        | 1 setembre 2023                  |
| El milionari André Delarive torna a la seva mansió al camp després d'una llarga estada en terres africanes. És un vell conegut del comissari Larosière, que va servir sota el seu comandament durant la Primera Guerra Mundial. A la mansió, l'espera la seva família al complet: germans, germanes, la cunyada i els nebots. Tots ells han viscut una vida regalada gràcies a la generositat de Delarive. Quan aquest els explica que s'acaba de casar amb una noia de 25 anys, la notícia cau com una bomba. Poc després, Delarive mor en un incendi aparentment accidental. Aleshores es descobreix que no havia fet testament i, per tant, tota la seva fortuna passarà a mans de la seva jove esposa.                                     |                      |                                                         |                         |                                          |                                  |
| 9 | 9                    | «Un cadàver sobre el coixí» «Un cadavre sur l'oreiller» | 28 octubre 2011         | -                                        | 26 juliol 2024                   |
| Després d'una nit en què havia begut massa, el comissari Laroisière es desperta amb el cadàver d'una noia al seu costat. Ell no té cap record del que va passar la nit anterior i s'adona, horroritzat, que és el sospitós número u d'un assassinat. I encara amb més motiu quan descobreix que la noia era una prostituta d'un bordell que el comissari visitava sovint. L'inspector Lampion, molt desconcertat per la situació, intentarà solucionar el cas i demostrar, si és possible, la innocència del seu cap, davant del nou comissari que han enviat per substituir en Laroisière. |                      |                                                         |                         |                                          |                                  |
| 10 | 10                   | «Un assassinat adormit» «Un meurtre en sommeil»         | 17 febrer 2012          | -                                        | 24 juliol 2024                   |
| Sacha Poliakov, una noia de 20 anys internada a l'hospital psiquiàtric de Douai, no suporta més les condicions en què viu i decideix fugir. Es refugia en una casa aïllada on l'assalten molts records reprimits. La Sacha té la visió d'una noia amb un vestit vermell, morta, al peu de les escales. Al cap de poc descobreix que ha tornat a la casa on va passar la infància. L'endemà apareix a prop d'allà el cadàver d'una dona que estava de pas per la regió. El comissari Larosière, que investiga el cas, de seguida sospita de la Sacha. Però en Lampion, que li agafa un afecte especial, està convençut que és innocent i decideix ajudar-la a treure l'entrellat del seu passat.                                                |                      |                                                         |                         |                                          |                                  |
| 11 | 11                   | «El ganivet a la nuca» «Le Couteau sur la nuque»        | 14 setembre 2012        | -                                        | 25 juliol 2024                   |
| El comissari Larosière es troba la seva filla Juliette, que ha fugit de la seva mare perquè no li deixa fer res. Però l'arribada de la Juliette coincideix amb el brutal assassinat d'una noia en un teatre. El comissari i el seu ajudant, en Lampion, es veuen immersos en l'univers fascinant d'una companyia de teatre, amb les seves gelosies i odis. Allà en Larosière coneix l'estrella de cinema que el tenia enamorat de jove, la gran actriu Sarah Morlant. Quan el protagonista de l'obra apareix mort amb un ganivet clavat a la nuca, el cas es complica. El comissari es veurà obligat a substituir el protagonista en el paper de Don Joan. Una oportunitat que li permetrà complir el seu somni de joventut de ser actor.      |                      |                                                         |                         |                                          |                                  |

### Segona temporada
| Núm. total | Núm. de la temporada | Títol                                                                          | Data d'emissió original    | Data d'emissió al País Valencià (À Punt) |
| --- | -------------------- | ------------------------------------------------------------------------------ | -------------------------- | ---------------------------------------- |
| 12 | 1                    | «El truc dels espills» «Jeux de glaces»                                        | 29 març 2013               | 9 setembre 2021                          |
| El comissari Laurence investiga horribles assassinats en un centre de rehabilitació |                      |                                                                                |                            |                                          |
| 13 | 2                    | «Assassinat al xampany» «Meurtre au champagne»                                 | 5 abril 2013               | 11 setembre 2021                         |
| Una estrela de cinema se suïcida durant el rodatge de la seua última pel·lícula. Alice la reemplaça en el set mentre Laurence n’investiga |                      |                                                                                |                            |                                          |
| 14 | 3                    | «El testimoni mut» «Témoin muet»                                               | 22 novembre 2013           | 18 setembre 2021                         |
| Una dona rica i la seua donzella apareixen assassinades en un antic castell. Els únics testimonis són un gos i fantasmes que pretenen revelar la veritat. Fascinada per la investigació, la mare del comissari té la intenció d'ajudar el fill |                      |                                                                                |                            |                                          |
| 15 | 4                    | «Per què no Martin?» «Pourquoi pas Martin ?»                                   | 27 desembre 2013           | 25 setembre 2021                         |
| Avril rescata un moribund en un penya-segat. Mentre escolta les seues últimes paraules, es fixa en el retrat d'una dona al costat d'ell. Busca ajuda al poble, però quan torna, falta la foto |                      |                                                                                |                            |                                          |
| 16 | 5                    | «Assassinat a la Kermesse» «Meurtre à la kermesse»                             | 26 setembre 2014           | 2 octubre 2021                           |
| Després d'un tiroteig, Laurence es queda cec. Mentrestant, troben un xiquet ofegat en un estany. Laurence decideix ocultar la seua ceguesa per a investigar i Avril es convertirà en els seus ulls |                      |                                                                                |                            |                                          |
| 17 | 6                    | «Cartes sobre la taula» «Cartes sur table»                                     | 3 octubre 2014             | 16 octubre 2021                          |
| El comissari Laurence i Alice Avril estan convidats a un sopar especial. Durant la nit, l’amfitrió és assassinat i tots es converteixen en sospitosos, fins i tot el comissari Laurence |                      |                                                                                |                            |                                          |
| 18 | 7                    | «El crim no compensa» «Le crime ne paie pas»                                   | 10 octubre 2014            | 23 octubre 2021                          |
| Avril s'infiltra en un cabaret on van matar una cambrera i van segrestar el cap. Laurence ha de bregar amb un inspector de la policia que vol traure'l de la investigació |                      |                                                                                |                            |                                          |
| 19 | 8                    | «Pensió Vanilós» «Pension Vanilos»                                             | 28 agost 2015              | 6 novembre 2021                          |
| Marlène sol·licita l'ajuda de Laurence en un cas que involucra la seua germana Solange, qui dirigeix una pensió on una jove va morir enverinada |                      |                                                                                |                            |                                          |
| 20 | 9                    | «És fàcil matar?» «Un meurtre est-il facile ?»                                 | 4 setembre 2015            | 30 octubre 2021                          |
| Alice rep una proposta de matrimoni d'Emile Deboucke, un ric propietari de filatures. El seu compromís no és un camí de roses i prompte haurà d'enfrontar-se a una sèrie d'assassinats |                      |                                                                                |                            |                                          |
| 21 | 10                   | «La senyoreta Mac Ginty ha mort» «Mademoiselle McGinty est morte»              | 11 setembre 2015           | 13 novembre 2021                         |
| L'exmarit d'Alice està acusat d'assassinat. Ella el descobreix amagat al seu apartament i no l'entrega a la policia |                      |                                                                                |                            |                                          |
| 22 | 11                   | «Murder party» «Murder Party»                                                  | 18 setembre 2015           | 20 novembre 2021                         |
| Un estrany anunci publicat en un periòdic desperta la curiositat d'Alice Avril, que el veu com una amenaça, mentre que l'inspector Laurence hi troba una broma de mal gust |                      |                                                                                |                            |                                          |
| 23 | 12                   | «El misteriós segrest del xicotet Bruno» «L'Étrange Enlèvement du petit Bruno» | 26 agost 2016              | Sense anunciar                           |
| 24 | 13                   | «El misteri del cavall pàl·lid» «Le Cheval pâle»                               | 2 setembre 2016            | 4 desembre 2021                          |
| Sybille, una vident de mirada fosca, es considera capaç de matar a distància el pitjor dels teus enemics només fent-li un encanteri. Mentre anava a comprar una poció d'amor, Marlene sent unes amenaces de mort. Laurence no creu en les boles de cristall ni en els poders ocults! Però quan Francine, una jove hereva i molt amiga d'Alice, mor brutalment, el comissari es veu obligat a admetre que pot ser un assassinat...                        |                      |                                                                                |                            |                                          |
| 25 | 14                   | «El cas Protheroe» «L'Affaire Protheroe»                                       | 9 setembre 2016            | 11 desembre 2021                         |
| Una jove secretària es penja a l'entrada de l'agència de publicitat on treballa i això no és fet sense importància. Laurence sospita del cap de l'agència, Alexandre Protheroe, sobre qui pensa que fa ús del seu dret d'abús sobre les joves i boniques empleades. Alice Avril aconsegueix ser contractada com a secretària a l'agència per a poder investigar-ho, però apareix amb una bala al cap. La publicitat és definitivament un entorn perillós |                      |                                                                                |                            |                                          |
| 26 | 15                   | «El misteriós cas de Styles» «La Mystérieuse Affaire de Styles»                | 16 setembre 2016           | 18 desembre 2021                         |
| Un sexagenari ric, amo d'un hotel spa de luxe, mor enverinat. La sospita recau immediatament en el seu marit, un massatgista de trenta anys |                      |                                                                                |                            |                                          |
| 27 | 16                   | «Albert Major parlava massa» «Albert Major parlait trop»                       | 23 setembre 2016           | 8 gener 2022                             |
| Després d'un accident de moto, Alice Avril és hospitalitzada en un estrany hospital, on els cirurgians fan experiments de trasplantament |                      |                                                                                |                            |                                          |
| 28 | 17                   | «L'home del tratge marró» «L'Homme au complet marron»                          | 8 juliol 2017 (Bèlgica)    | 22 gener 2022                            |
| Als ballets russos convidats a actuar a l'Òpera de Lilla els han deixat nets. Laurence i Avril investiguen els fets |                      |                                                                                |                            |                                          |
| 29 | 18                   | «L'espill es va trencar» «Le miroir se brisa»                                  | 1 juliol 2017 (Bèlgica)    | 15 gener 2022                            |
| Una estrela del cinema acaba d'escapar d'un intent d'assassinat al set de la seua última pel·lícula: el comissari Laurence l’investiga |                      |                                                                                |                            |                                          |
| 30 | 19                   | «Crimes haute couture»                                                         | 15 setembre 2017 (França)  | Sense anunciar                           |
| 31 | 20                   | «Crime de Noël»                                                                | 19 desembre 2017 (Suïssa)  | Sense anunciar                           |
| 32 | 21                   | «Drame en trois actes»                                                         | 21 novembre 2017 (Suïssa)  | Sense anunciar                           |
| 33 | 22                   | «Meurtres en solde»                                                            | 3 abril 2018 (Suïssa)      | Sense anunciar                           |
| 34 | 23                   | «Mélodie Mortelle»                                                             | 8 setembre 2018 (Bèlgica)  | Sense anunciar                           |
| 35 | 24                   | «Ding Dingue Dong»                                                             | 2 octubre 2018 (Suïssa)    | Sense anunciar                           |
| 36 | 25                   | «L'Heure zéro»                                                                 | 18 agost 2019 (Bèlgica)    | Sense anunciar                           |
| 37 | 26                   | «Rendez-vous avec la mort»                                                     | 14 setembre 2019 (Bèlgica) | Sense anunciar                           |
| 38 | 27                   | «Un cadavre au petit déjeuner»                                                 | 31 octubre 2019 (Itàlia)   | Sense anunciar                           |

### Tercera temporada
| Núm. total | Núm. de la temporada | Títol                                | Data d'emissió original   |
| ---------- | -------------------- | ------------------------------------ | ------------------------- |
| 39         | 1                    | «La Nuit qui ne finit pas»           | 26 gener 2021 (Suïssa)    |
| 40         | 2                    | «La Chambre noire»                   | 2 febrer 2021 (Suïssa)    |
| 41         | 3                    | «Le Vallon»                          | 10 desembre 2021 (França) |
| 42         | 4                    | «Mourir sur scène»                   | 17 desembre 2021 (França) |
| 43         | 5                    | «Quand les souris dansent»           | 21 febrer 2022 (Alemanya) |
| 44         | 6                    | «Jusqu'à ce que la mort nous sépare» | 7 març 2022 (Alemanya)    |
| 45         | 7                    | «Meurtres du 3ème type»              | 13 agost 2022 (Suïssa)    |
| 46         | 8                    | «En un claquement de doigt»          | 20 agost 2022 (Suïssa)    |
| 47         | 9                    | «Mortel Karma»                       | 13 març 2023 (Alemanya)   |
| 48         | 10                   | «Meurtres au Pensionnat»             | 20 març 2023 (Alemanya)   |